# Лешнів (гміна)
Ґміна Лешнів (пол. Gmina Leszniów) — колишня (1934—1939 рр.) сільська ґміна Бродівського повіту Тарнопольського воєводства Польської республіки (1918—1939) рр. Центром ґміни було село Лешнів.

1 серпня 1934 р. було створено ґміну Лешнів у Бродівському повіті. До неї увійшли сільські громади: Болдури, Ґжималувка, Коморувка, Корсув, Лешнюв, Пяскі.